# Lo mejor de Ankhara
El 26 de junio del 2007 salió a la venta el recopilatorio de las mejores canciones de Ankhara, dentro de una serie-media (precio económico), de nombre "Killer Price".

## Lista de canciones
1. Jamás
2. No Mires Atrás
3. Ruinas Del Alma
4. Mundo De Odio
5. El Eco De Tu Silencio
6. 3:40
7. Busca Un Motivo
8. Una Vez Más
9. Acordes Mágicos
10. Demasiado Tarde
11. Entre Tinieblas
12. Nunca Mueras Por Un Sueño